# تشيدوزي أوغبيني
تشيدوزي سومكيليشوكوي أوغبيني (مواليد 1 مايو 1997) هو لاعب كرة قدم أيرلندي محترف يلعب كجناح في نادي إيبسويتش تاون ومنتخب جمهورية أيرلندا.
بدأ أوغبيني مسيرته في أيرلندا مع نادي كورك سيتي ونادي يميريك، قبل أن ينتقل إلى نادي برينتفورد في عام 2018. بعد فترة إعارة مع نادي إكستر سيتي، انتقل إلى نادي روذرهام يونايتد في عام 2019، ثم إلى نادي لوتون تاون في عام 2023. بعد موسم واحد مع نادي لوتون، وقع عقدًا مع نادي إيبسويتش تاون.

## بداياته وحياته الشخصية
ولد أوغبيني في لاغوس، نيجيريا، وانتقل مع عائلته (بما في ذلك شقيقان وشقيقتان) إلى أيرلندا في عام 2005، بعد أن حصل والده على وظيفة في البلاد، رافضًا عرضًا للعمل في فلوريدا في هذه الفترة. نشأ في منطقة جرانج في كورك. التحق بمدرسة بونسكويل كريسوست ري الابتدائية ومدرسة كولايست كريسوست ري الثانوية. هو من مشجعي نادي ليفربول.

## مسيرته الكروية
لعب أوغبيني كرة القدم الغيلية مع فريق نيمو رينجرز، وكرة القدم في أندية دوري مونستر للكبار، ترامور أثليتيك وكوليدج كورينثيانز وكيلرين سلتيك وإيفرتون. سجل هدفًا واحدًا واختير رجل المباراة في نهائي تحت 21 عامًا الذي انتهى بنتيجة 1–2 لفريق نيمو رينجرز في عام 2015، وكان أخر ظهور له مع النادي. ترك كرة القدم الغيلية لمتابعة حلمه باللعب في الدوري الإنجليزي الممتاز.
وقع لنادي كورك سيتي في أغسطس 2015. فاز بكأس إندا ماكغيل مع فريق الشباب تحت 19 عامًا، وكأس جمهورية أيرلندا 2016 مع فريق الكبار.
وقع لنادي يميريك الأيرلندي في يناير 2017. تم ترشيحه ثلاث مرات لجائزة لاعب الشهر في الدوري الأيرلندي.
في نوفمبر 2017، ارتبط اسمه بالانتقال إلى نادي أستون فيلا الإنجليزي.
في 30 يناير 2018، وقع أوغبيني مع نادي برينتفورد الإنجليزي بعقد لمدة ثلاث سنوات ونصف مقابل مبلغ غير معلن. ظهر لأول مرة في الدوري يوم 10 أبريل 2018، وظهر مرة أخرى في ذلك الموسم. انتقل على سبيل الإعارة إلى إكستر سيتي في أغسطس 2018.
في 29 أغسطس 2019، انضم أوغبيني إلى نادي روذرهام يونايتد في دوري الدرجة الأولى مقابل رسوم غير معلنة، ووقع عقدًا لمدة ثلاث سنوات. خلال موسم 2019–20، لعب دورًا محوريًا في صعود روذرهام، ووصفه المدرب بول وارن بأنه "غير قابل للعب" بعد أن ساعد روثرهام في الفوز على بريستول روفرز بنتيجة 3–0. تعرض لإصابة أبعدته عن الملاعب في الفترة بين أكتوبر 2020 وأبريل 2021.
في 3 أبريل 2022، سجل هدفًا حيث فاز روذرهام بكأس دوري كرة القدم الإنجليزية بتغلبه 4–2 على ساتون يونايتد.
في 27 يونيو 2023، أُعلن أن أوغبيني سينضم إلى نادي لوتون تاون الصاعد حديثًا إلى الدوري الإنجليزي الممتاز في 1 يوليو 2023 عندما انتهى عقده مع روذرهام يونايتد.
في أغسطس 2024، ارتبط بالانتقال إلى نادي إيبسويتش تاون الصاعد حديثًا إلى الدوري الإنجليزي الممتاز. وقع للنادي في وقت لاحق من ذلك الشهر، بعقد لمدة أربع سنوات مقابل 8 ملايين جنيه إسترليني. في 26 أكتوبر 2024، تعرض أوغبيني لتمزق وتر أخيل في الهزيمة 4–3 خارج أرضه أمام فريقه القديم برينتفورد، مما أدى إلى غيابه لبقية الموسم.

## مسيرته الدولية
كان أوغبيني مؤهلاً لتمثيل جمهورية أيرلندا ونيجيريا على المستوى الدولي. في يوليو 2020، أعلن أوغبيني لمدرب جمهورية أيرلندا ستيفن كيني رغبته في اللعب للمنتخب الوطني. في 24 مايو 2021، تلقى أوغبيني أول استدعاء له إلى قائمة جمهورية أيرلندا للمباريات الودية الصيفية ضد أندورا والمجر. قال إنه يأمل أن يكون قدوة للاعبين الأيرلنديين الآخرين من خلفية مماثلة له. ظهر لأول مرة في 8 يونيو 2021 ضد المجر، ليصبح أول لاعب من أصل أفريقي يمثل جمهورية أيرلندا. تعرض اللاعبون الأيرلنديون لصيحات استهجان من قبل المشجعين المجريين قبل انطلاق المباراة، بسبب ركوعهم في لفتة رمزية ضد العنصرية في الرياضة، طلب أوغبيني من الاتحاد الأوروبي لكرة القدم التحقيق في تصرف الجمهور.
سجل أوغبيني هدفه الدولي الأول في 9 أكتوبر 2021 ضمن تصفيات كأس العالم 2022 ضد أذربيجان برأسية في الدقيقة 90 في الفوز 3–0 على ملعب باكو الأولمبي.
اختير كأفضل لاعب دولي من اتحاد أيرلندا لكرة القدم لعام 2023 لأدائه على المستوى الدولي.

## الإحصائيات

### النادي
آخر تحديث  بعد المباراة التي لُعبت يوم 26 أكتوبر 2024.
| النادي             | الموسم   | الدوري                          | الدوري | الدوري  | الكأس المحلي | الكأس المحلي | كأس الدوري | كأس الدوري | أخرى   | أخرى    | المجموع | المجموع |
| النادي             | الموسم   | الدرجة                          | الظهور | الأهداف | الظهور       | الأهداف      | الظهور     | الأهداف    | الظهور | الأهداف | الظهور  | الأهداف |
| ------------------ | -------- | ------------------------------- | ------ | ------- | ------------ | ------------ | ---------- | ---------- | ------ | ------- | ------- | ------- |
| كورك سيتي          | 2015     | دوري الدرجة الممتازة الأيرلندي  | 1      | 0       | 0            | 0            | 0          | 0          | 0      | 0       | 1       | 0       |
| كورك سيتي          | 2016     | دوري الدرجة الممتازة الأيرلندي  | 8      | 3       | 1            | 0            | 0          | 0          | 0      | 0       | 9       | 3       |
| كورك سيتي          | المجموع  | المجموع                         | 9      | 3       | 1            | 0            | 0          | 0          | 0      | 0       | 10      | 3       |
| يميريك             | 2017     | دوري الدرجة الممتازة الأيرلندي  | 32     | 8       | 2            | 0            | 0          | 0          | 0      | 0       | 34      | 8       |
| برينتفورد          | 2017–18  | دوري البطولة الإنجليزية         | 2      | 0       | 0            | 0            | 0          | 0          | 0      | 0       | 2       | 0       |
| برينتفورد          | 2018–19  | دوري البطولة الإنجليزية         | 4      | 0       | 2            | 0            | 1          | 0          | 0      | 0       | 7       | 0       |
| برينتفورد          | المجموع  | المجموع                         | 6      | 0       | 2            | 0            | 1          | 0          | 0      | 0       | 9       | 0       |
| إكستر سيتي (إعارة) | 2018–19  | الدوري الإنجليزي الدرجة الثانية | 13     | 0       | 0            | 0            | 0          | 0          | 4      | 0       | 17      | 0       |
| روذرهام يونايتد    | 2019–20  | الدوري الإنجليزي الدرجة الأولى  | 25     | 1       | 3            | 0            | 0          | 0          | 1      | 0       | 29      | 1       |
| روذرهام يونايتد    | 2020–21  | دوري البطولة الإنجليزية         | 11     | 0       | 0            | 0            | 1          | 0          | 0      | 0       | 12      | 0       |
| روذرهام يونايتد    | 2021–22  | الدوري الإنجليزي الدرجة الأولى  | 45     | 3       | 3            | 0            | 1          | 0          | 4      | 1       | 53      | 4       |
| روذرهام يونايتد    | 2022–23  | دوري البطولة الإنجليزية         | 39     | 8       | 1            | 0            | 2          | 1          | —      | —       | 42      | 9       |
| روذرهام يونايتد    | المجموع  | المجموع                         | 120    | 12      | 7            | 0            | 4          | 1          | 5      | 1       | 136     | 14      |
| لوتون تاون         | 2023–24  | الدوري الإنجليزي الممتاز        | 30     | 4       | 4            | 1            | 2          | 0          | —      | —       | 36      | 5       |
| لوتون تاون         | 2024–25  | دوري البطولة الإنجليزية         | 3      | 0       | —            | —            | 0          | 0          | —      | —       | 3       | 0       |
| لوتون تاون         | المجموع  | المجموع                         | 33     | 4       | 4            | 1            | 2          | 0          | 0      | 0       | 39      | 5       |
| إيبسويتش تاون      | 2024–25  | الدوري الإنجليزي الممتاز        | 5      | 0       | 0            | 0            | 1          | 0          | —      | —       | 6       | 0       |
| الإجمالي           | الإجمالي | الإجمالي                        | 218    | 27      | 16           | 1            | 8          | 1          | 9      | 1       | 251     | 30      |

1. ↑  تشمل كأس جمهورية أيرلندا، كأس الاتحاد الإنجليزي
2. ↑  تشمل كأس رابطة الأندية الإنجليزية المحترفة
3. 1 2 3  الظهور في كأس دوري كرة القدم الإنجليزية

### المنتخب
آخر تحديث  بعد المباراة التي لُعبت يوم 13 أكتوبر 2024.
| المنتخب         | السنة    | المشاركات | الأهداف |
| --------------- | -------- | --------- | ------- |
| جمهورية أيرلندا | 2021     | 5         | 2       |
| جمهورية أيرلندا | 2022     | 8         | 1       |
| جمهورية أيرلندا | 2023     | 6         | 1       |
| جمهورية أيرلندا | 2024     | 5         | 0       |
| الإجمالي        | الإجمالي | 24        | 4       |

في جميع النتائج أدناه، تظهر نتائج ومباريات منتخب جمهورية أيرلندا أولاً.
| رقم | التاريخ        | الملعب                                     | الخصم     | الهدف | النتيجة | المنافسة               |
| --- | -------------- | ------------------------------------------ | --------- | ----- | ------- | ---------------------- |
| 1   | 9 أكتوبر 2021  | ملعب باكو الأولمبي، باكو، أذربيجان         | أذربيجان  | 3–0   | 3–0     | تصفيات كأس العالم 2022 |
| 2   | 14 نوفمبر 2021 | ملعب لوكسمبورغ، مدينة لوكسمبورغ، لوكسمبورغ | لوكسمبورغ | 2–0   | 3–0     | تصفيات كأس العالم 2022 |
| 3   | 26 مارس 2022   | ملعب أفيفا، دبلن، أيرلندا                  | بلجيكا    | 1–1   | 2–2     | ودية                   |
| 4   | 22 مارس 2023   | ملعب أفيفا، دبلن، أيرلندا                  | لاتفيا    | 3–2   | 3–2     | ودية                   |

## الإنجازات الجوائز

### النادي
كورك سيتي
- كأس جمهورية أيرلندا: 2016[4]

روذرهام يونايتد
- كأس دوري كرة القدم الإنجليزية: 2021–22[19]

### الفردية
- أفضل لاعب دولي من اتحاد أيرلندا لكرة القدم: 2023[32]